# Brendan Price
Brendan Price es un actor británico nacido en Coventry y formado en la Royal Academy of Dramatic Art (RADA) de Londres. La actividad profesional de Brendan Price discurrió entre los escenarios, la gran pantalla y la televisión.

## Biografía
En cine destaca su participación en la premiada ópera prima de Jaume Balagueró, Los sin nombre, en la que interpretó a Marc Grifford. Así como en La Casa de las Bellas Durmientes, de Eloy Lozano; The Sleep of Death, de Calvin Floyo, y Un dólar por los muertos, de Gene Quintano.
También en Savage Grace, protagonizada por Julianne Moore.
En los escenarios ha interpretado papeles principales en obras como The three sisters, de Richard Cotterell; Look back in anger, de Hywel Bennett; y Summer and Smoke, de David Gilmore.
Price ha actuado en numerosas series de la televisión británica: (Target, Man at the top, Jackanory, Doctor Who, Emmerdale Farm) entre muchas otras.
En España ha trabajado en las series Antivicio, Calle Nueva, El Cor de la ciutat, en un papel protagonista en Quan es fa fosc, El Comisario, y recientemente en la exitosa Los Hombres de Paco interpretando al superintendente de la Interpol, el señor Smith durante un largo número de episodios en la 4ª temporada de la serie. Ha participado también en 23-F: El día más difícil del rey, El internado y actualmente en la serie Amar en tiempos revueltos.
Tiene pendientes de estreno el film de terror Exorcismus (2010) y Planes para mañana.

## Filmografía

### Cine
- Planes para mañana
- Exorcismus (2010)
- El sueño de Ivan (2010)
- Fuga de cerebros (2009)
- Reflections (2008)
- Savage Grace (2007)
- Body Armour (2007)
- El Partido (2006) (Para TV)
- La monja (2005)
- Perfecta pell (2005) (Para TV)
- ¡Excusas! (2003)
- Dagon: la secta del mar (2001)
- Bellas durmientes (2001)
- Los sin nombre (1999)
- Dollar for the Dead (1998) (Para TV)
- The Sleep of Death (1981)
- The Amorous Milkman (1975)
- Secrets of a Door-to-Door Salesman (1973)

### Teatro
- Woundings
- The Country Wife
- The Gambling Man
- Death of a Salesman
- Fliying Blind
- Summer and Smoke
- Slunth
- Miss Julie
- Look Back in Anger
- A man for all Seasons
- The three Sisters

### Televisión
- Refugiados (2015)
- El barco  (2011-2013)
- Amar en tiempos revueltos (2011-2012)
- El internado (2009) (cameo)
- Los hombres de Paco (2008)
- El comisario (2006)
- Doctors (2006)
- Antivicio (2000)
- Calle Nueva (1997-1998)
- Emmerdale Farm (1993-1995)
- Quan es fa fosc (1989)
- Robin of Sherwood (1986)
- Boon (1986)
- Hammer House of Mystery and Suspense (1986)
- Dear Ladies (1983)
- Target (1977-1978)
- Doctor Who (1977)
- The Sweeney (1976)
- Space: 1999 (1976)
- BBC2 Playhouse (1976)
- The Chinese Puzzle (1974)
- Hunter's Walk (1973)
- Man at the Top (1972)
- The Liver Birds (1972)
- Softly, Softly (1972)
- Play of the Month (1972)